# Municipio de Ogre
El municipio de Ogre (en letón: Ogres novads) es uno de los 36 municipios de Letonia, se encuentra localizado en el centro de dicho país báltico. Fue creado durante el año 2002 después de una reorganización territorial. La capital es la villa de Ogre, donde viven dos terceras partes de la población del municipio.

## Subdivisiones
- Ogre (villa)
- Krapes pagasts (zona rural)
- Ķeipenes pagasts (zona rural)
- Lauberes pagasts (zona rural)
- Madlienas pagasts (zona rural)
- Mazozolu pagasts (zona rural)
- Meņģeles pagasts (zona rural)
- Ogresgala pagasts (zona rural)
- Suntažu pagasts (zona rural)
- Taurupes pagasts (zona rural)

## Población y territorio
Su población se encuentra compuesta por un total de 39.117 personas (2009). La superficie de este municipio abarca una extensión de territorio de unos 993,4 kilómetros cuadrados. La densidad poblacional es de 39,38 habitantes por cada kilómetro cuadrado.